# Calendario del embarazo
El calendario del embarazo por semanas describe de forma resumida el desarrollo del bebé y los cambios que se producen en la mujer.
Debido a que no existen dos embarazos idénticos, pueden notarse o experimentarse cambios de acuerdo al calendario presentado.

## Síntomas de embarazo
Si la mujer tiene intención de quedarse embarazada y no le viene el período, puede sospechar que lo está.
Quizá, al principio la mujer no note otros cambios, aparte de la falta del período, pero el aumento de la actividad hormonal confirmará el embarazo y pueden aparecer uno o más de los  siguientes indicios físicos:
- náuseas
- cambio en los gustos: intolerancia al alcohol o al café
- preferencia por ciertas comidas
- cambio en los senos; quizá sienta hormigueo
- necesidad de orinar con más frecuencia
- cansancio a cualquier hora del día; mareos
- aumento del flujo vaginal
- exceso de salivación

## Duración del embarazo
La gestación en embarazos con feto único tiene una duración media de unas 40 semanas (280 días), a partir del primer día del último período menstrual hasta la fecha estimada de parto.
El embarazo comienza a contarse a partir del momento en que se produce la fecundación del óvulo hasta el momento de dar a luz. Para contar las semanas de embarazo es relevante conocer si el ciclo femenino es regular y se debe tener en cuenta la fecha de la última regla (FUR) como el principio del embarazo porque la ovulación se produce unos 14 días después. En el caso de periodos irregulares, la fecha de ovulación también será diferente. Esto varía las semanas de embarazo en algunos días, en este caso el especialista en el primer ultrasonido dirá con mayor fiabilidad la semana de gestación en la que se encuentra el embarazo.
En el pasado, el período de 3 semanas antes hasta 2 semanas después de la fecha estimada del parto era considerado como "embarazo a término", con la expectativa de que los resultados neonatales de partos en este intervalo fueran uniformes y buenos. Sin embargo, cada vez más la investigación ha identificado que los resultados neonatales, especialmente las complicaciones respiratorias, varían dependiendo del momento del parto, incluso dentro de este rango de edad gestacional de 5 semanas. La frecuencia de los resultados neonatales adversos son menores en los bebés nacidos entre las semanas 39 y 40 de gestación, en comparación con aquellos nacidos durante el período temprano de este margen. Por esta razón, los proyectos para mejorar de la calidad se han centrado, por ejemplo, en la eliminación de la inducción de partos sin indicación médica en embarazos menores de 39.
Las semanas de la gestación se dividen en meses y trimestres. Las etapas del embarazo se dividen en:
1. Primer trimestre de embarazo: abarca desde la semana 1 a la 13 de gestación.
2. Segundo trimestre de embarazo: comienza en la semana 14 y acaba en la 27.
3. Tercer trimestre de embarazo: comprende desde la semana número 28 hasta el parto.

## 5 a 10 semanas

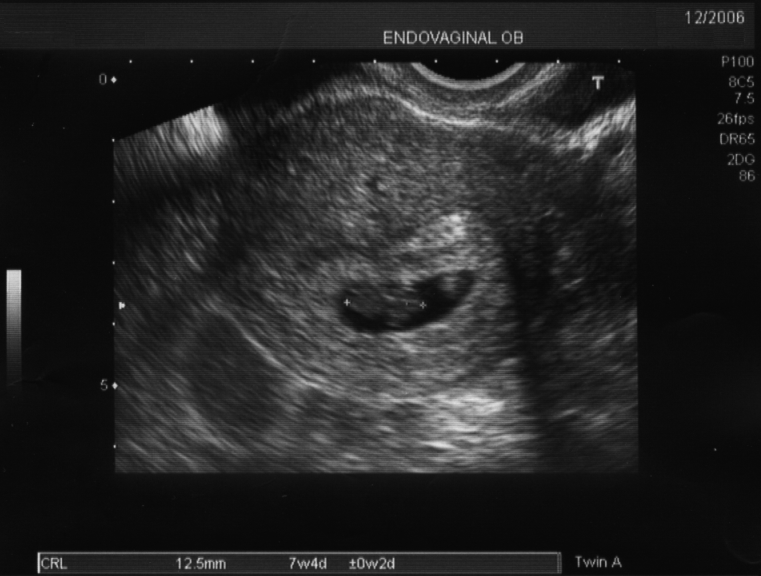
Ecografía de 7 semanas.

En este momento del embarazo, el útero, que suele tener el tamaño y la forma de una pera pequeña, ya se ha ensanchado y alargado ligeramente, si bien aún no puede notarse por encima del pubis.

### Confirmación del embarazo
- Se puede detectar la hormona del embarazo denominada gonadotropina coriónica humana (GCH) en mínimas cantidades en la orina. Los test de embarazo que se compran en las farmacias tienen una fiabilidad del 95% y pueden confirmar el embarazo al cabo de unos días de la falta del último período.
- Un análisis de sangre puede revelar la presencia de las hormonas del embarazo al cabo de pocos días de la última ausencia de período.

### Pruebas de diagnóstico
Si la mujer tiene 35 años o más y hay antecedentes médicos en la familia, es recomendable efectuar análisis de sangre y una ecografía o, con pruebas de vellosidades coriónicas o amniocentesis, que determinan la existencia de posibles problemas en el feto en el caso de las mujeres en grupos de riesgo.

### Cuidados
Es durante estas primeras semanas cuando el bebé es más vulnerable; por eso hay que tomar precauciones:
- Es conveniente comentar con el médico cualquier medicación que se esté tomando antes de intentar concebir o en cuanto se piense que la mujer está embarazada.
- Es recomendable dejar de fumar y de beber alcohol.
- Es recomendable averiguar si las condiciones de trabajo de la mujer suponen riesgos para el niño.
- Es recomendable averiguar si la mujer es inmune a la rubéola antes de concebir.
- Es necesario tener mucho cuidado con la higiene de los animales domésticos para evitar la toxoplasmosis.

### Cambios en el cuerpo
Es posible que la mujer embarazada note los senos más delicados y pesados. También puede tener sensación de náusea por las mañanas o a cualquier hora de día. Quizá las emociones sean impredecibles, debido a las fluctuaciones hormonales, y se sienta muy cansada, por lo que los demás síntomas se agravarán.
- Sabor metálico en la boca y quizá náuseas.
- Senos pesados y sensación de hormigueo.
- Necesidad de evacuar la vejiga frecuentemente.

### Desarrollo del embrión
Longitud: 25 mm.
Peso: 3 g.
El embrión, que ya puede denominarse feto, tiene todos los órganos internos y el tamaño aproximado de una fresa. Se mueve mucho, aunque quizá la mujer no lo note.
- El feto tiene rostro, nariz, boca y lengua.
- Se han formado el corazón y otros órganos internos.

## 12 semanas

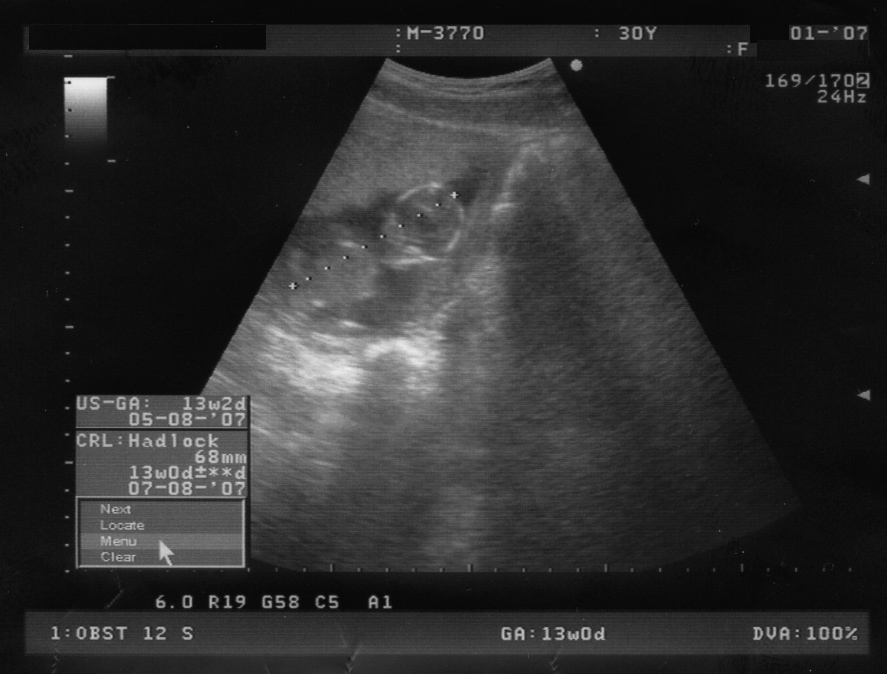
Ecografía de 13 semanas.

Tras las 12 semanas empezarán a disminuir las molestias como las náuseas matutinas o la necesidad frecuente de orinar. Quizá la mujer note por primera vez que ha engordado. A partir de este momento aumentará progresivamente la cantidad de sangre en el cuerpo, de modo que el corazón, los pulmones y los riñones trabajarán más. Es recomendable que la mujer continúe con el ejercicio físico normal tras consultar con el médico.

### Cuidados prenatales
- Debe asistir a la primera consulta prenatal con el tocólogo, si todavía no lo ha hecho.
- Durante el embarazo, se tiene derecho a cobrar las horas de trabajo que perderá por las consultas prenatales y las clases de preparación al parto, de modo que es conveniente informar a sus supervisores sobre el calendario de visitas concertadas con el ginecólogo.
- Quizá  sea sometida a una ecografía para determinar el calendario del embarazo y cómo progresa. Esta prueba también servirá para detectar posibles anomalías y riesgos del feto.
- Es buen momento para que se apunte a las clases de maternidad, que le proporcionarán información sobre el embarazo y el parto y le ayudarán a conocer las rutinas del hospital. A su vez,podrá conocer a otros padres que esperan un hijo en fechas próximas a la suya.
- La enfermera seguramente le informará sobre las clases cerca de su domicilio. Las clases particulares suelen ser más pequeñas y darse en casa del profesor. En ellas se enseñaran ejercicios y técnicas de respiración y relajación para el parto.
- Si la mujer ha padecido problemas de cuello uterino incompetente se le practicará, bajo anestesia general, una sutura entre las semanas 12 y 14.

### Cambios en el cuerpo
La mujer empezará a sentirse mejor, puesto que disminuirán las náuseas y no tendrá que orinar con tanta frecuencia. Sin embargo, el estreñimiento puede ser un problema.
- Se sentirá más tranquila porque las hormonas empiezan a estabilizarse.
- Quizá note la parte superior del útero por encima del hueso púbico.

### Desarrollo del feto
Longitud: 7,5 cm.
Peso: 18 g.
Se pueden ver claramente los órganos genitales mediante ecografía. Los ojos están completamente formados y los dedos de los pies y de las manos están en pleno desarrollo, si bien aún se encuentran unidos por membranas. Los movimientos son más fuertes porque los músculos se están desarrollando.
- Desarrollo rápido de los dedos.
- Lóbulos de las orejas y párpados totalmente formados.
- Es posible saber el sexo del feto

## 16 semanas

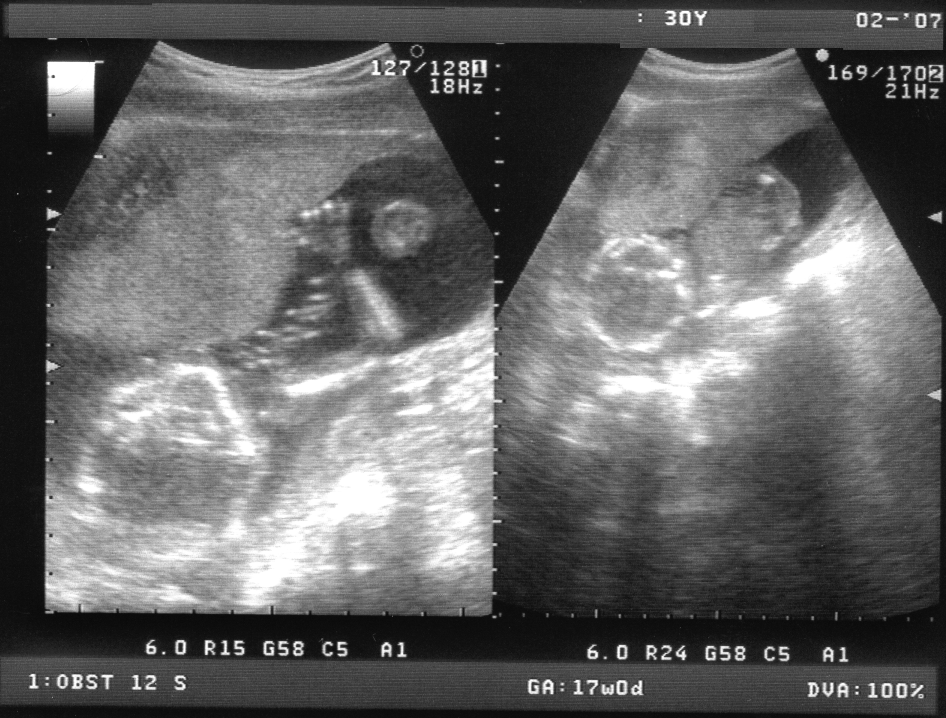
Ecografía de 17 semanas.

La mujer empezará a sentirse mejor, con más fuerzas. Probablemente ya se le note el embarazo. Empiezan a aflojarse los músculos y ligamentos y desaparece la cintura. Es recomendable elegir la comida con cuidado; la mujer tendrá más apetito a medida que se sienta mejor y puede engordar rápidamente. Es recomendable empezar a elegir la ropa cómoda y holgada. Es recomendable comprar un buen sujetador maternal con el refuerzo adecuado.

### Pruebas médicas
- Entre la semana 15 y la 18 se sugiere la realización de un análisis de sangre para determinar el riesgo de que el feto padezca el síndrome de Down o espina bífida. Con este análisis se determina la presencia de unas proteínas producidas por el hígado llamadas alfafetoproteína (AFP), estriol y gonadotropina coriónica humana (GCH).
- Los niveles de AFP suelen ser bajos por lo cual, si el análisis revela una elevación por encima de lo normal, podría indicar que el feto padece algún tipo de defecto del tubo neural. De todos modos, unos niveles elevados también pueden ser indicativos de un embarazo doble o de un embarazo más avanzado de lo que previamente se había considerado. Un resultado inferior a los valores normales puede ser indicativo de riesgo de síndrome de Down si bien, antes de hacer un diagnóstico definitivo, se ofrece la posibilidad de realizar otras pruebas.
- Un aparato sónico le permitirá oír los latidos del corazón del niño.

### Cambios en el cuerpo
La mujer se sentirá mucho mejor que en las anteriores etapas del embarazo y probablemente con más fuerzas. Quizá se observe cambios en la pigmentación de la piel de la cara, los senos y los brazos.
- Su pelo se vuelve más denso.
- Se oscurecen los pezones y las areolas.
- La cintura se ensancha y hay un bulto visible.

### Desarrollo del feto
Longitud: 16 cm.
Peso: 135 g.
El feto ya está completamente formado e incluso tiene huellas dactilares. Como se van endureciendo los huesos de los oídos, puede oír la voz de su madre, el cordón umbilical continúa creciendo y ampliándose para llevar suficiente alimento de la madre al feto. Los movimientos son más fuertes, se mueve, patalea y traga, su piel es rosada y se cubre de fino vello llamado lanugo.
- La piel es transparente.
- Se ven unas uñas diminutas.
- La cabeza parece demasiado grande para el cuerpo.

## 20 semanas

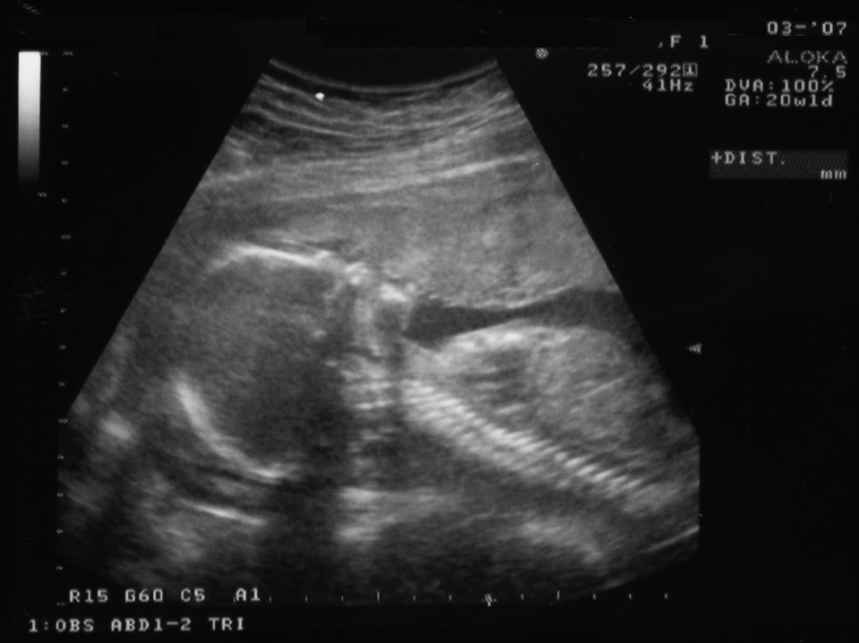
Ecografía de 20 semanas.

La mujer empezará a sentir los movimientos del niño, como alas de mariposa. Probablemente se someta a una ecografía entre las 20 y las 22 semanas, para comprobar si el niño se está desarrollando normalmente. Si todo va bien, podrá disfrutar de la mejor parte del embarazo. Tendrá un aspecto radiante, si bien en las mujeres europeas puede notarse más el aumento de la pigmentación en la piel.

### Sentimientos encontrados
Es algo muy normal que entre la pareja se alberguen sentimientos encontrados ante la idea de ser padres. Cuanto más cercano esté el parto, más se angustiarán, preguntándose si están listos para la maternidad y si ésta cambiará su forma de vida y sus relaciones. Lo mejor es expresar dichas preocupaciones. Siempre es interesante conocer otro modo de enfocar el tema.
- Es recomendable hablar francamente, cambiar impresiones sobre los propios problemas con la pareja.

Antes de la semana 17 de gestación, se perciben leves contracciones uterinas, endureciéndose por momentos con la finalidad de facilitar un mejor flujo sanguíneo hacia la placenta, el endometrio y el feto. Estas contracciones se caracterizan porque abarcan todo el útero, comenzando en la parte superior y extendiéndose gradualmente hacia abajo: son las contracciones de Braxton Hicks. Se diferencian de las contracciones de parto porque suelen ser sin dolor e irregulares.

### Ejercicios
Se debe preparar el programa de ejercicios. Las clases prenatales se prolongan durante todo el embarazo. La mujer aprenderá a apretar los músculos de suelo pélvico y a aumentar la flexibilidad en su preparación al parto. También puede hacer ejercicio sola. La natación es un método excelente para mantenerse en forma y el agua le ayudará en los ejercicios prenatales.

### Cambios en el cuerpo
La mujer empezará a notar los movimientos del niño, como leves vibraciones. El pecho puede producir calostro, la primera leche. Quizá tenga congestión nasal. En algunas mujeres se produce una fuerte secreción vaginal; en tal caso, no utilice tampones sino compresas.
- Puede oscurecerse la piel en algunas zonas de la cara.
- Los senos aumentan de tamaño.
- Quizá aparezcan estrías en el abdomen.

### Desarrollo del feto
Longitud: 25 cm.
Peso: 340 g.
Han empezado a formarse los dientes y, a medida que se desarrollan los músculos, comienza a moverse más vigorosamente en el útero, en respuesta a cada presión del abdomen de la madre.
- El niño puede apretar los puños.
- Puede aparecer pelo en la cabeza.

## 24 semanas
En esta época se acelera el aumento de peso; empezará a notar el cansancio en los pies, debe tener cuidado con las posturas y tomar conciencia del cuerpo. Lleve calzado cómodo y descanse cuanto pueda con los pies en alto. El corazón y los pulmones trabajan un 50% más. El aumento del nivel de fluidos puede hacer que sienta calor y que sude más. La cara estará más sonrojada debido al aumento de sangre. Si el niño naciera ahora, se le consideraría legalmente viable[cita requerida] y sobreviviría en una unidad prenatal de cuidados intensivos.

### Aumento de peso
Durante el embarazo debe engordar, y atrás quedó la época de la obsesión por el peso cuando se recomendaba a las embarazadas que tuvieran cuidado con esto. El aumento más rápido se produce normalmente entre las 24 y las 32 semanas, pero si ya se siente algo pesada, es el momento de contenerse un poco o de pasear o nadar más con el fin de eliminar las calorías sobrantes. Sin embargo, no es el momento adecuado para ponerse a dieta. Coma alimentos equilibrados, nutritivos y frescos (fresas, frutos secos, zumos naturales).
- Trate de tomar alimentos variados, frescos, preferiblemente sin procesamiento industrial.

### Cambios en el cuerpo
Ya se le notará el embarazo y deberá llevar ropa holgada. Quizá note más calor y sude más por la mayor cantidad de sangre. Algunas mujeres sufren dolor en las costillas porque el niño las presiona.
- Quizá se le hinche la cara por la retención de líquidos.
- El aumento de sangre la hará sudar más.
- El vientre aumenta de tamaño, como el niño.

### Desarrollo del neonato
Longitud: 33 cm.
Peso: 570 g.
Aparecen pliegues en las palmas de las manos y puede chuparse el pulgar. Las horas en que el niño duerme y se mueve parecen irregulares, pero por desgracia puede tener mayor actividad cuando usted quiere dormir. Se abren las fosas nasales y hace movimientos de respiración.
- El cuerpo está más proporcionado con respecto a la cabeza.
- La piel pierde el aspecto translúcido.

## 28 semanas
Podrá solicitar un certificado de embarazo para su empresa. Comunique por escrito a su jefe cuándo desea dejar de trabajar (con tres semanas de antelación, aunque en este sentido la regulación legal de algunos países pueden extender el período prenatal, como en Venezuela, país en donde este período puede disfrutarse desde la sexta semana antes de dar a luz) y cuándo espera dar a luz y volver al trabajo. Quizá deba asistir a las consultas prenatales cada dos o tres semanas. Si naciera ahora el niño tendría más del 50% de probabilidades de sobrevivir en una unidad de cuidados intensivos. A las 28 semanas suele realizarse otro análisis de sangre para verificar si hay anemia, para determinar el grupo sanguíneo (Rh) y, a veces, los anticuerpos y para diagnosticar diabetes.

### Problemas del embarazo
Algunos de los malestares propios del embarazo se habrán convertido en algo normal. Afronte con sensatez los problemas, con la certeza de que desaparecerán después del parto. Debe descansar mucho y dormir bien.
Si tiene problemas de indigestión, coma poco y a menudo y evite las comidas complicadas. Si sufre de calambres, tome productos lácteos para mantener el nivel de calcio. Empezará a notar las contracciones de Braxton Hicks.
Debe dormir y descansar lo más posible. No le resultará fácil, ya que su tamaño, las digestiones difíciles y los movimientos del niño le impedirán prácticamente dormir de un tirón. Trate de ponerse cómoda al acostarse: utilice almohadones para apoyarse.

### Vestimenta
Durante los últimos meses quizá deba adquirir camisetas, camisas y pantalones amplios, así como mallas para completar el vestuario premamá, o utilizar la ropa de su pareja. Para ocasiones especiales, quizá desee adquirir alguna prenda específica "de embarazada". Los vestidos premamá suelen ser más largos por delante. Utilice zapatos cómodos, de tacón bajo.
- Durante el embarazo podrá usar gran parte de la ropa normal.
- Utilice pantalones con cordones en la cintura.

### Cambios en el cuerpo
Al aumentar de volumen quizá aparezcan estrías en el estómago o los muslos; algunas mujeres sufren dolor de espalda debido al mayor tamaño del abdomen y el aflojamiento de las articulaciones de la pelvis. Con la expansión del útero quizá tenga gases o acidez de estómago.
- Se notan las venas del pecho.
- El útero se ha elevado entre el ombligo y el esternón.

### Desarrollo del neonato
Longitud: 37 cm.
Peso: 900 g.
Se va acumulando grasa encima y debajo de la piel, y el niño está recubierto de una sustancia cérea, la vérnix, que le protege del líquido amniótico. Tiene los ojos abiertos y puede ver.
- Tiene menos sitio para moverse y se agita si la madre está en una postura que no le gusta.
- Los pulmones están completamente desarrollados.

## 32 semanas
Si realiza una actividad excesiva se sentirá fatigada. Quizá esté deseando dejar de trabajar, y debe descansar lo más posible durante el día. Tómese las cosas con calma, sobre todo si no duerme bien. Las clases de maternidad empezarán dentro de poco y debe comenzar la preparación para el parto reuniendo todos los artículos que vaya a necesitar, así como los del niño. Se someterá a otro análisis de sangre en la consulta prenatal para comprobar si tiene anemia e incompatibilidad Rh.

### Buenas posturas
Durante el embarazo, los ligamentos y las articulaciones están sometidos a grandes presiones. El cambio del centro de gravedad debido al mayor tamaño del útero puede afectar a las posturas, y si no tiene cuidado al levantar objetos o llevar bolsas pesadas, por ejemplo, padecerá dolores de espalda innecesariamente.
- Mala postura:
  - La espalda se arquea debido al volumen del vientre.
- Buena postura:
  - La cabeza y la columna vertebral están alineadas; los hombros permanecen caídos y relajados.
  - Baje los hombros y échelos hacia atrás.
  - Eleve pecho y tórax.
  - Intente mantener la espalda tan recta como le sea posible.
  - Meta los glúteos.
  - Doble ligeramente las rodillas.
  - Separe un poco los pies.

### Cansancio
En esta etapa del embarazo es muy corriente tener dificultades para dormir. Si no puede conciliar el sueño, aproveche para practicar los ejercicios de relajación. Las bolsas de agua caliente ayudan a aliviar el dolor de tórax o de la pelvis. Si se despierta porque necesita orinar, balancéese suavemente mientras vacía la vejiga, pues así se vaciará más y pasará más tiempo hasta que necesite levantarse otra vez.

### Cambios en el cuerpo
Quizá note molestias en la parte inferior de la caja torácica y tenga que orinar con más frecuencia debido a la expansión del útero, que presiona los órganos internos y el diafragma. Se aplastará el ombligo y quizá se vea la línea negra en el abdomen.
- El útero empieza a contraerse en preparación para el parto.
- El ombligo está al revés.

### Desarrollo del neonato
Longitud: 40,5 cm.
Peso: 1,6 kg.
En la mayoría de los casos, el niño se habrá puesto cabeza abajo (posición cefálica). Si naciera en este momento, tendría al menos el 80% de probabilidades de sobrevivir porque sus pulmones están desarrollados. La placenta ha llegado a la madurez.
- Cara lisa, prácticamente sin arrugas.
- Está cabeza abajo en el útero.

## 36 semanas
Ya debe planear su vida con cuidado. No realice demasiadas actividades; por el contrario, entreténgase con cosas ligeras. Que trajinen los demás. Las contracciones de Braxton Hicks, más fuertes, podrán hacerle creer que va a dar a luz. Ejercite las técnicas de respiración. Irá a la consulta prenatal al menos cada dos semanas antes del parto. Si es su primer hijo, la cabeza se encajará en la cavidad pelviana, algo que alivia los problemas respiratorios pero que también puede producir dolor en esa zona. No esté mucho tiempo de pie, porque se le pueden hinchar los tobillos. Si tiene mucho flujo vaginal, utilice compresas ligeras (protege-slip), no tampones.

### Sujetadores para amamantar
Los pechos no se agrandarán más hasta que aparezca la leche, poco después de dar a luz. Si desea amamantar, es el momento de comprar al menos dos sujetadores maternales de abertura frontal.
Con un sujetador normal para el embarazo, mídase con una cinta métrica las dos copas. Si segrega calostro, necesitará protectores para el pecho para evitar manchas en la ropa.
- Tamaño de la copa:
  - Mídase alrededor de la parte más voluminosa.
- Tamaño del sujetador:
  - Mídase bajo los senos.

### Preparación al parto
El instinto maternal aumenta en el último trimestre, y quizá ahora que ha dejado de trabajar tenga tiempo para comprar ropa para el niño y preparar la habitación con cuna, pañales y demás. Quizá se exceda en sus actividades, algo que debe evitar para reservar sus fuerzas para el parto. También deberá preparar ropa y otros objetos para dar a luz.

### Cambios en el cuerpo
A medida que la cabeza del niño se encaje en la cavidad pelviana disminuirán los problemas de digestión y la sensación de ahogo. Le resultará más difícil dormir bien debido al volumen del abdomen, que no le permitirá encontrar una postura cómoda.
- Quizá le duelan las articulaciones y la espalda.
- Puede aumentar el dolor en la pelvis debido a la presión de la cabeza del niño.

### Desarrollo del neonato
Longitud: 46 cm.
Peso: 2,5 kg.
El niño gana peso continuamente. Quizá tenga ya bastante pelo y le hayan crecido las uñas hasta la punta de los dedos. El iris de los ojos es azul.
- Cuerpo rechoncho.
- Ha desaparecido la mayor parte del vello (lanugo).

## 40 semanas
Se acerca la fecha del parto y quizá se preocupe si se pasa, pero no tiene que hacerlo, pues sólo el 5% de los niños nace en la fecha prevista. Se sentirá muy pesada y cansada, cualquier movimiento supondrá un esfuerzo, y como el niño está en lo más profundo de la región pelviana quizá tenga dolores en la ingle y agujetas en las piernas. Disminuye la fuerza de los movimientos del niño (pero no la frecuencia) porque tiene menos espacio en el útero. La mayoría se pone cabeza abajo a la hora de nacer.

### Señales del parto
Las contracciones de Braxton Hicks pueden ser tan fuertes que quizá piense que ha llegado el momento de dar a luz. En caso de duda, llame al hospital o al ginecólogo. Las auténticas contracciones son más regulares, aunque los signos del parto no siempre están claros. Puede que expulse una mucosidad sanguinolenta que bloquea el cuello uterino (comúnmente conocido como "el tapón"), algo que puede ocurrir dos semanas antes del parto y es una señal clara de que está a punto de empezar. Otras señales son las siguientes:
- Pérdida de líquido amniótico, en forma de goteo o de chorro.
- Contracciones a intervalos regulares.

### Cronometraje de las contracciones
Las contracciones de Braxton Hicks pueden confundirse con las del parto si son fuertes. Puede salir de dudas cronometrándolas durante una hora y anotando cuándo empieza cada una y su duración. Las de parto son más fuertes y frecuentes y duran entre 30 y 60 segundos. A veces desaparecen. Debe ir al hospital cuando entre una y otra transcurran cinco minutos o menos, si rompe aguas o si sangra considerablemente.
- Cronometraje:
  - Debe contar tanto la duración de las contracciones como el tiempo que transcurra entre una y otra.

### Cambios en el cuerpo
Se sentirá muy cansada y todos sus movimientos supondrán un gran esfuerzo. Sentirá pesadez y la piel tirante en la parte inferior del abdomen. Quizá quiera limpiar la casa para el niño, pero intente conservar las fuerzas.
- Piel tirante y con picazón en los senos.
- El cuello uterino se ablanda para el parto.
- Quizá tenga agujetas en las piernas.

### Desarrollo del neonato
Longitud: 51 cm.
Peso: 3,4 kg.
Ya está totalmente formado y, si se trata de un chico, normalmente los testículos habrán descendido. Si es el primer niño, la cabeza ya se habrá colocado en la pelvis.
- Ha desaparecido la mayor parte del vérnix, pero puede quedar algo en los pliegues de la piel.
- Tiene las uñas largas y puede rascarse.